# آتشفشان چیورنی
آتشفشان چیورنی (انگلیسی: Chyorny Volcano) یک کوه آتشفشانی در شبه‌جزیره کامچاتکای کشور روسیه است.